# 遂应场
遂应场即今福建省政和县岭腰乡锦屏村。
古时政和盛产白银，于遂应场处发现新的银矿后，各地客商来此处贩银，久而久之，便形成了一集市，并称为“遂应场”。
遂应场今为政和锦屏村，位于政和县东部高山区，境内崇山环抱，林木繁茂，为政和工夫茶的发源地。遂应场仙岩工夫茶，是红茶中的上品，曾是当地最大特产，驰名中外。